# 刘曾复
刘曾复（1914年11月9日—2012年6月27日），字俊知，号春晖簃主人，男，祖籍直隶河间，生于江苏南京，中国生理学家、京剧研究家、评论家，曾任北京第二医学院教授。